# Azeotroop
Een azeotroop is een (niet-ideaal) mengsel van twee of meer componenten waarvan de dampfase dezelfde samenstelling heeft als de vloeistoffase. Hierdoor is het niet mogelijk in één destillatiekolom een mengsel zuiverder te krijgen dan de azeotroop.
In onderstaande figuur zijn van drie mengsels de T,x-diagrammen weergegeven. Het ideale mengsel van A, B vertoont geen azeotroop en heeft een damp- en vloeistoflijn die van het ene kookpunt naar het andere kookpunt lopen. Het mengsel C, D heeft een minimum azeotroop: het kookpunt van het azeotrope mengsel is lager dan de kookpunten van de afzonderlijke componenten. Het mengsel E, F heeft een maximum azeotroop: het kookpunt van het azeotrope mengsel is hoger dan de kookpunten van de afzonderlijke componenten.
|  |

Bovenstaande afbeelding geeft een algemeen beeld van hoe een azeotroop eruitziet. Echter kloppen de twee rechtse figuren niet. In het azeotropisch punt treedt er een minimum of maximum op waarbij de afgeleide van de temperatuur (of druk) naar de samenstelling gelijk is aan nul van zowel de damplijn als de vloeistoflijn. In het azeotropisch punt is de druk en temperatuur dus onafhankelijk van de samenstelling. Er zou dus een horizontale raaklijn getrokken kunnen worden, wat in deze afbeelding niet kan.

## Voorbeeld
Een van de bekendste voorbeelden van azeotropen is de (laagkokende) azeotroop van ethanol met water, die er verantwoordelijk voor is dat ook met gefractioneerde destillatie uit verdunde alcohol hoogstens 96 % ethanol gewonnen kan worden. 

## Drukafhankelijkheid
Vaak is de azeotroop gevoelig voor druk, dat wil zeggen dat bij een andere druk, het azeotropisch punt op een andere plek zal optreden. Het is dan mogelijk door twee kolommen met verschillende druk het mengsel toch te scheiden op basis van vluchtigheid, via destillatie.
De drukafhankelijkheid hangt samen met het feit dat het kookpunt van een vloeistof gelijk is aan het punt waarin de dampdruk van de vloeistof gelijk is aan de luchtdruk op de vloeistof. Voor een azeotroop betekent dit dat de gezamenlijke dampdruk gelijk moet zijn aan de druk op de vloeistof. Bij een hogere luchtdruk is een hogere temperatuur nodig om de dampdruk te leveren die gelijk is aan die hogere luchtdruk. Omdat het niet vaak voorkomt dat de dampdruk van twee vloeistoffen op gelijke wijze met de temperatuur verandert, zal de kooktemperatuur bij een andere druk doorgaans ook een andere samenstelling geven van de vloeistof en damp.

## Sleper
Een andere oplossing is het toevoegen van een extra component die de azeotroop opheft. Zo’n component wordt een sleper (of entrainer) genoemd. Om 100 % ethanol te krijgen wordt bijvoorbeeld een ‘watersleper’ als benzeen toegevoegd: benzeen geeft met water en ethanol een laagkokende azeotroop in de verhouding 54:22:24. Door die azeotroop over de top te halen wordt het water uit de ethanol verwijderd.

## Voorbeeldopstellingen van destillatiekolommen
De voorbeeldopstellingen hieronder geven weer hoe een azeotroop mengsel A,B gescheiden kan worden. In de eerste afbeelding heerst in destillatiekolom 1 een andere druk dan in destillatiekolom 2, hierdoor kan een azeotroop verplaatsen. In het tweede voorbeeld wordt component C toegevoegd die samen met A wordt gescheiden van B in de eerste kolom en in de tweede kolom worden A en C van elkaar gescheiden. Component C wordt via een gerecycleerde stroom teruggeleid naar de eerste kolom.
|  |  |

Wanneer ook met deze twee methoden geen scheiding te verkrijgen is, kan extractie nog als scheidingsmethode worden toegepast.
Azeotrope mengsels zijn bijvoorbeeld belangrijk bij koudemiddelen. Omdat chloor-fluor-koolwaterstoffen niet meer toegepast mogen worden wegens hun invloed op de ozonlaag, moet men ter vervanging naar mengsels van fluor-koolwaterstoffen grijpen met dezelfde eigenschappen. Azeotrope mengsels zijn dan interessant, omdat zij condenseren en verdampen alsof ze een zuivere stof zijn in plaats van een mengsel.